# Poia (Comano Terme)
Poia è una frazione del comune di Comano Terme, in Provincia di Trento, già appartenente all'ex comune di Lomaso (il nuovo comune di Comano Terme è stato costituito nel 2010 con l'unione dei comuni di Bleggio Inferiore e Lomaso).
La frazione si trova sulla strada per Lundo, a 502 m slm e dista 3 chilometri da Ponte Arche, sede comunale. 
Contiguo a Poia, con il quale costituisce di fatto un unico centro abitato, è Godenzo.

## Monumenti e luoghi d'interesse

### Architetture religiose
- Chiesa di San Giovanni Apostolo, a Godenzo, edificata verso la metà del XVIII secolo
- Chiesa di San Giorgio. Risale ai primi decenni del XVII secolo. Alla destra del tempietto è presente un'area archeologica di età romana.
- Chiesa di San Giacomo Maggiore a Comano, curazia dipendente della parrocchia di Poia-Godenzo
- Cappella della Santa Croce

## Economia
Prevalente è l'attività agricola (aziende agricole a carattere e conduzione familiare). Qui e nella vicina Vigo Lomaso sicuramente le coltivazioni prevalenti sono quelle di mais (sia per consumo umano → polenta che per consumo animale → insilato) e delle mele; importante è la coltivazione della patata La Montagnina del Lomàs che viene conferita alla COPAG di Dasindo o vendute dalle aziende agricole e negli agriturismi a conduzione familiare (Azienda Agricola Bonavida).
I servizi si trovano a Godenzo: qui si può trovare il Gruppo alpini, la Famiglia Cooperativa, la filiale della Cassa Rurale Don Guetti del Bleggio e del Lomaso, bar e pompieri.